# Петров Борис Миколайович (учений)
Борис Миколайович Петров (рос. Бори́с Никола́евич Петро́в; 11 березня 1913, Смоленськ - 23 серпня 1980) — російський радянський вчений у галузі автоматичного управління, академік АН СРСР (1960; член-кореспондент 1953), Віце-президент АН СРСР, Герой Соціалістичної Праці (1969). Один з основоположників радянської космонавтики, який працював у тісному контакті з провідними діячами радянського ракетобудування і космонавтики — С.П.Корольовим , В.П.Глушком, М.К.Янгелем, В.М.Челомеєм, В.Ф.Уткіним, М.Ф.Решетньовим, В.П.Мішиним, М.О.Пілюгіним.

## Біографія
Народився у Смоленську.  Батько працював бухгалтером, помер в 1929 році. Мати — лікар, загинула в 1919 році, заразившись висипним тифом під час боротьби з епідемією. 
У 1939 році Борис закінчив Московський енергетичний інститут.
У 1940-1946 працював старшим науковим співробітником Інституту автоматики і телемеханіки. У 1945 отримав ступінь доктора технічних наук, минаючи ступінь кандидата наук.
У 1947-1951 — директор Інституту проблем управління АН СРСР. З 1951 завідувач відділом Інституту проблем управління АН СРСР.
З 1948 професор Московського авіаційного інституту, з 1950 — завідувач кафедрою Московського авіаційного інституту.
У 1953 році обраний членом-кореспондентом АН СРСР, від 1960 — академік АН СРСР. З 1963 — академік-секретар Відділення механіки і процесів управління АН СРСР. З 1966 голова Ради з міжнародної співпраці в галузі дослідження і використання космічного простору при АН СРСР («Інтеркосмос»). З 1979 — віце-президент АН СРСР.
Дійсний член Міжнародної академії астронавтики (1971), член Чехословацької, Угорської, Болгарської та Польської академій наук.
Головний редактор журналу «Известия АН СРСР. Техническая кибернетика» (нині «Известия Академии наук. Теория и системы управления»), член редколегій інших журналів.

## Наукова діяльність
Основні праці з теорії автоматичного регулювання, теорії інваріантності систем автоматичного управління, самоналагоджувальних систем, інформаційних проблем теорії управління, систем автоматичного управління рухомими об'єктами.  Результати, отримані Петровим в теорії автоматичного управління складними об'єктами, знайшли широке застосування в ракетно-космічній техніці.
Створив метод структурних перетворень схем автоматичних систем і розробив відповідний математичний апарат — алгебру структурних перетворень.  Провів глибокі дослідження в області методів інтегрування нелінійних диференціальних рівнянь («феномен Петрова»).  Встановив межі застосування методу Чаплигіна.
Один з основоположників теорії інваріантності систем управління.  Сформулював критерій фізичної реалізованості умов інваріантності — принцип двоканальності Петрова.
- 1950-1960-ті роки: поставив і провів дослідження в області теорії і практики нелінійних сервомеханізмів.  Разом з учнями розвинув методи розрахунку і дослідження сервомеханізмів і здійснив передачу результатів спеціалізованим КБ для подальшої реалізації.
- З 1955 року керував розробкою методів побудови нелінійних систем управління із змінною структурою, розвитком методів синтезу та аналізу таких систем.
- У 1957 році очолив роботи з теорії, проектування і створення безпошукових самоналагоджувальних систем (адаптивних систем з моделлю).  Керував розробкою і створенням адаптивних систем управління для деяких класів ракет Головного конструктора І.С.Селезньова.  Надалі розробляв новий перспективний напрям — теорію координатно-параметричного управління.
- 1950-ті роки: працював спільно з академіком С. П. Корольовим над системами регулювання для першої міжконтинентальної балістичної ракети Р-7.  Часто брав участь як консультант на засіданнях ради Головних конструкторів, очолюваної С. П. Корольовим.  У 1950-1951 роках спільно з співробітниками отримав перші конструктивні результати в дослідженні динаміки рідинних ракетних двигунів (РРД) та його електронному аналоговому моделюванні.

### Публікації
Автор близько 200 публіцистичних і науково-популярних статей з великих наукових проблем, пов'язаним з розвитком автоматики, обчислювальної техніки, автоматизації експерименту, програмного керування космічними дослідженнями.
- Теория автоматического регулирования, кн. 1 и 2, М., 1967 (соавтор);
- Орбитальные станции и изучение Земли из космоса, "Вестник АН СССР", 1970, № 10;
- Оценка точности систем управления космическими объектами, в сборнике: Управление космическими аппаратами и кораблями, М., 1971 (соавтор);
- Адаптивное координатно-параметрическое управление летательными аппаратами, в сборнике: Управление в космосе, т. 1, М., 1972 (соавтор)

Здійснив наукову і громадянську реабілітацію професора Г. В. Щипанова, що піддався в 1939-1940 роках нищівній критиці за статтю з інваріантності.

## Нагороди
- Герой Соціалістичної Праці (1969)
- Орден Леніна
- Орден Жовтневої Революції
- Орден Трудового Червоного Прапора
- Орден Червоної Зірки
- Ленінська премія (1966)
- Державна премія СРСР (1972)
- Золота медаль Національного центру космічних досліджень Франції

## Пам'ять
- У листопаді 1980 вийшла постанова Уряду про увічнення пам'яті Б.Н.Петрова
- У 1983 була випущена поштова марка СРСР, присвячена Петрову
- Золота медаль імені Б.Н.Петрова (з 1993 — премія) заснована Президією АН СРСР, присуджується за видатні роботи в галузі теорії і систем автоматичного управління, а також в галузі експериментальних досліджень з освоєння космічного простору
- Меморіальні дошки в пам'ять Бориса Миколайовича Петрова встановлені на будівлях Інституту проблем управління і Московського авіаційного інституту
- Музей академіка Б.Н.Петрова в середній школі № 20 (Смоленськ)
- Ім'ям Б.Н.Петрова названі:
  - Площа академіка Петрова ( Москва ).
  - Вулиця академіка Петрова (Смоленськ).
  - Науково-дослідний корабель (Академії наук) імені академіка Б.Н.Петрова
  - Одна з аудиторій Московського авіаційного інституту